# Список Героев Советского Союза (Сергов — Силантьев)
В настоящем списке представлены в алфавитном порядке все Герои Советского Союза, чьи фамилии начинаются с буквы «С» (всего 1165 человек, из них 19 удостоены звания дважды). Список содержит даты Указов Президиума Верховного Совета СССР о присвоении звания, информацию о роде войск, должности и воинском звании Героев на дату представления к присвоению звания Героя Советского Союза, годах их жизни.
- Персиковым цветом  в таблице выделены Герои, удостоенные звания дважды и более раз.
- Серым цветом  в таблице выделены Герои, представленные к званию посмертно.

| Навигационная таблица | Навигационная таблица                 |
| --------------------- | ------------------------------------- |
| «С»                   | Сабанов Григорий — Самсонов Владимир  |
| «С»                   | Самсонов Иван — Севрюков Алексей      |
| «С»                   | Севрюков Леонид — Сергиенков Дмитрий  |
| «С»                   | Сергов Алексей — Силантьев Николай    |
| «С»                   | Силин Николай — Скрылёв Алексей       |
| «С»                   | Скрылёв Виктор — Соболевский Анатолий |
| «С»                   | Собянин Гавриил — Сорокин Сергей      |
| «С»                   | Сорокин Фёдор — Степин Кузьма         |
| «С»                   | Степовой Арсентий — Сулин Семён       |
| «С»                   | Султанов Барый — Сябро Николай        |

| № п/п | Фамилия Имя Отчество                                                    | Дата Указа            | Род войск    | Должность | Звание                        | Годы жизни                                   | БС ГС НЛ                        |
| ----- | ----------------------------------------------------------------------- | --------------------- | ------------ | --- | ----------------------------- | -------------------------------------------- | ------------------------------- |
| 353   | Сергов Алексей Иванович                                                 | 28.09.1943            | авиация      | штурман 508-го истребительного авиационного полка 205-й истребительной авиационной дивизии 5-го истребительного авиационного корпуса 2-й воздушной армии Воронежского фронта | майор                         | 19.01.1914 — 15.06.1990                      | [ БС 1 ] [ ГС 1 ] [ НЛ 1 ]      |
| 354   | Сергунин Иван Иванович                                                  | 02.04.1944            | партизан     | активный участник партизанской борьбы на территории Ленинградской области, комиссар 5-й Ленинградской партизанской бригады | —                             | 12.08.1916 — 03.07.1998                      | [ БС 1 ] [ ГС 2 ] [ НЛ 2 ]      |
| 355   | Сердитов Семён Алексеевич                                               | 10.01.1944            | пехота       | временно исполняющий должность командира взвода 269-го стрелкового полка 136-й стрелковой дивизии 38-й армии Воронежского фронта | сержант                       | 14.09.1904 — 18.10.1943                      | [ БС 1 ] [ ГС 3 ] [ НЛ 3 ]      |
| 356   | Сердюк Григорий Михайлович укр. Сердюк Григорій Михайлович              | 24.03.1945            | артиллерия   | командир батареи 146-го артиллерийско-миномётного полка 14-й гвардейской кавалерийской дивизии 7-го гвардейского кавалерийского корпуса 1-го Белорусского фронта | гвардии капитан               | 02.02.1920 — 18.04.2000                      | [ БС 1 ] [ ГС 4 ] [ НЛ 4 ]      |
| 357   | Сердюков Иосиф Ильич                                                    | 30.10.1943            | инженер      | сапёр 99-го отдельного сапёрного батальона 69-й стрелковой дивизии 65-й армии Центрального фронта | ефрейтор                      | 10.10.1906 — 28.03.1973                      | [ БС 1 ] [ ГС 5 ] [ НЛ 5 ]      |
| 358   | Сердюков Николай Филиппович                                             | 17.04.1943            | пехота       | командир отделения 44-го гвардейского стрелкового полка 15-й гвардейской стрелковой дивизии 57-й армии Донского фронта | гвардии младший сержант       | 1924 — 13.01.1943                            | [ БС 2 ] [ ГС 6 ] [ НЛ 6 ]      |
| 359   | Сердюков Семён Павлович                                                 | 26.10.1943            | инженер      | командир отделения 92-го гвардейского отдельного сапёрного батальона 81-й гвардейской стрелковой дивизии 7-й гвардейской армии Степного фронта | гвардии сержант               | 07.04.1921 — 31.05.2011                      | [ БС 3 ] [ ГС 7 ] [ НЛ 7 ]      |
| 360   | Серебров Александр Александрович                                        | 27.08.1982            | космонавт    | бортинженер космического корабля «Союз Т-7» и орбитального научно-исследовательского комплекса «Салют-7»—«Союз Т-5» | —                             | 15.02.1944 — 12.11.2013                      | ——                              |
| 361   | Серебряков Андрей Михайлович                                            | 07.04.1940            | танкист      | старший механик-водитель танка 232-го отдельного разведывательного танкового батальона 39-й отдельной лёгкой танковой бригады 13-й армии Северо-Западного фронта | старшина                      | 29.10.1913 — 27.07.1942                      | [ БС 3 ] [ ГС 9 ] [ НЛ 8 ]      |
| 362   | Серебряков Николай Гаврилович                                           | 07.05.1940            | авиация      | командир 5-го отдельного скоростного бомбардировочного авиационного полка ВВС 14-й армии | майор                         | 21.05.1913 — 03.07.1988                      | [ БС 3 ] [ ГС 10 ] [ НЛ 9 ]     |
| 363   | Серебряков Фёдор Иванович                                               | 16.05.1944            | артиллерия   | командир огневого взвода 62-го гвардейского отдельного истребительно-противотанкового дивизиона 55-й гвардейской стрелковой дивизии Отдельной Приморской армии | гвардии старший сержант       | 1919 — 22.01.1944                            | [ БС 3 ] [ ГС 11 ] [ НЛ 10 ]    |
| 364   | Серебрянников Александр Георгиевич (Серебренников Александр Георгиевич) | 27.08.1943            | пехота       | помощник командира взвода 25-го гвардейского стрелкового полка 6-й гвардейской стрелковой дивизии 13-й армии Центрального фронта | гвардии старший сержант       | 1904 — 08.07.1943                            | [ БС 3 ] [ ГС 12 ] [ НЛ 11 ]    |
| 365   | Серёгин Александр Павлович                                              | 15.01.1944            | пехота       | командир 215-го гвардейского стрелкового полка 77-й гвардейской стрелковой дивизии 61-й армии Центрального фронта | гвардии подполковник          | 30.08.1906 — 25.07.1977                      | [ БС 4 ] [ ГС 13 ] [ НЛ 12 ]    |
| 366   | Серёгин Василий Георгиевич                                              | 23.02.1948            | авиация      | штурман 303-й истребительной авиационной дивизии 1-й воздушной армии 3-го Белорусского фронта | майор                         | 12.03.1915 — 10.08.1996                      | [ БС 5 ] [ ГС 14 ] [ НЛ 13 ]    |
| 367   | Серёгин Владимир Сергеевич                                              | 29.06.1945            | авиация      | старший лётчик 672-го штурмового авиационного полка 306-й штурмовой авиационной дивизии 10-го штурмового авиационного корпуса 17-й воздушной армии 3-го Украинского фронта | лейтенант                     | 07.07.1922 — 27.03.1968                      | [ БС 5 ] [ ГС 15 ] [ НЛ 14 ]    |
| 368   | Середа Иван Михайлович укр. Середа Іван Михайлович                      | 08.05.1965            | пограничник  | комендант участка 94-го пограничного отряда Украинского пограничного округа войск НКВД | капитан                       | 08.05.1905 — 14.07.1941                      | ——                              |
| 369   | Середа Иван Павлович укр. Середа Іван Павлович                          | 31.08.1941            | пехота       | повар 91-го танкового полка 46-й танковой дивизии 21-го механизированного корпуса Северо-Западного фронта | красноармеец                  | 01.07.1919 — 18.11.1950                      | [ БС 5 ] [ ГС 17 ] [ НЛ 15 ]    |
| 370   | Середа Игорь Емельянович                                                | 15.05.1946            | авиация      | командир звена 178-го гвардейского истребительного авиационного полка 14-й гвардейской истребительной авиационной дивизии 3-го гвардейского истребительного авиационного корпуса 5-й воздушной армии 2-го Украинского фронта                                                                                   | гвардии лейтенант             | 25.08.1921 — 05.10.1988                      | [ БС 5 ] [ ГС 18 ] [ НЛ 16 ]    |
| 371   | Середа Константин Георгиевич                                            | 24.03.1945            | пехота       | командир 127-го гвардейского стрелкового полка 42-й гвардейской стрелковой дивизии 40-й армии 2-го Украинского фронта | гвардии подполковник          | 21.03.1900 — 09.02.1966                      | [ БС 5 ] [ ГС 19 ] [ НЛ 17 ]    |
| 372   | Середа Пётр Сельверстович                                               | 23.11.1942            | авиация      | командир эскадрильи 88-го истребительного авиационного полка 216-й истребительной авиационной дивизии 4-й воздушной армии Закавказского фронта | капитан                       | 03.12.1917 — 07.12.1984                      | [ БС 5 ] [ ГС 20 ] [ НЛ 18 ]    |
| 373   | Середенко Александр Лаврентьевич укр. Середенко Олександр Лаврентійович | 23.10.1943            | пехота       | стрелок 955-го стрелкового полка 309-й стрелковой дивизии 40-й армии Воронежского фронта | красноармеец                  | 12.05.1912 — 10.01.1944                      | [ БС 6 ] [ ГС 21 ] [ НЛ 19 ]    |
| 374   | Середин Владимир Алексеевич                                             | 19.08.1944            | авиация      | штурман 866-го истребительного авиационного полка 288-й истребительной авиационной дивизии 17-й воздушной армии 3-го Украинского фронта | капитан                       | 09.02.1917 — 06.04.1945                      | [ БС 7 ] [ ГС 22 ] [ НЛ 20 ]    |
| 375   | Середин Фёдор Яковлевич                                                 | 20.12.1943            | десантники   | командир батальона 24-го гвардейского воздушно-десантного полка 10-й гвардейской воздушно-десантной дивизии 37-й армии Степного фронта | гвардии старший лейтенант     | 15.02.1918 — 14.10.1943                      | [ БС 7 ] [ ГС 23 ] [ НЛ 21 ]    |
| 376   | Серёдкин Евгений Александрович                                          | 01.07.1944            | авиация      | заместитель командира эскадрильи 672-го штурмового авиационного полка 306-й штурмовой авиационной дивизии 9-го смешанного авиационного корпуса 17-й воздушной армии 3-го Украинского фронта | старший лейтенант             | 12.12.1922 — 07.07.1970                      | [ БС 7 ] [ ГС 24 ] [ НЛ 22 ]    |
| 377   | Серёжников Александр Иванович                                           | 16.10.1943            | пехота       | командир 292-го стрелкового полка 181-й стрелковой дивизии 13-й армии Центрального фронта | майор                         | 15.08.1915 — 02.10.1943                      | [ БС 7 ] [ ГС 25 ] [ НЛ 23 ]    |
| 378   | Сержантов Иван Яковлевич бел. Сяржантаў Іван Якаўлевіч                  | 24.08.1943            | авиация      | лётчик 9-го гвардейского истребительного авиационного полка 6-й гвардейской истребительной авиационной дивизии 8-й воздушной армии Южного фронта | гвардии лейтенант             | 17.02.1919 — 29.04.1943                      | [ БС 7 ] [ ГС 26 ] [ НЛ 24 ]    |
| 379   | Сериков Василий Дмитриевич                                              | 16.10.1943            | артиллерия   | командир орудия 288-го стрелкового полка 181-й стрелковой дивизии 13-й армии Центрального фронта | сержант                       | 1919 — 03.10.1943                            | [ БС 7 ] [ ГС 27 ] [ НЛ 25 ]    |
| 380   | Сериков Иван Константинович                                             | 24.12.1943            | артиллерия   | командир отделения разведки 691-го артиллерийского полка 237-й стрелковой дивизии 40-й армии Воронежского фронта | красноармеец                  | 22.03.1922 — 25.07.1944                      | [ БС 7 ] [ ГС 28 ] [ НЛ 26 ]    |
| 381   | Сериков Иван Павлович                                                   | 29.06.1945            | пехота       | командир батальона 358-го стрелкового полка 136-й стрелковой дивизии 70-й армии 2-го Белорусского фронта | капитан                       | 26.07.1916 — 05.03.1958                      | [ БС 8 ] [ ГС 29 ] [ НЛ 27 ]    |
| 382   | Серков Андрей Игнатьевич                                                | 25.08.1944            | связисты     | командир телефонного взвода роты связи 78-го стрелкового полка 74-й стрелковой дивизии 40-й армии 1-го Украинского фронта | младший лейтенант             | 15.08.1919 — 02.01.1944                      | [ БС 9 ] [ ГС 30 ] [ НЛ 28 ]    |
| 383   | Серков Иван Иванович                                                    | 27.02.1945            | пехота       | командир роты 1281-го стрелкового полка 60-й стрелковой дивизии 47-й армии 1-го Белорусского фронта | старший лейтенант             | 05.12.1919 — 20.05.1976                      | [ БС 9 ] [ ГС 31 ] [ НЛ 29 ]    |
| 384   | Серов Анатолий Константинович                                           | 02.03.1938            | авиация      | командир истребительной авиационной группы ВВС Испанской Республики | старший лейтенант             | 02.04.1910 — 11.05.1939                      | ——                              |
| 385   | Серов Владимир Георгиевич                                               | 02.08.1944            | авиация      | заместитель командира и штурман эскадрильи 159-го истребительного авиационного полка 275-й истребительной авиационной дивизии 13-й воздушной армии Ленинградского фронта | старший лейтенант             | 19.07.1922 — 26.06.1944                      | [ БС 9 ] [ ГС 33 ] [ НЛ 30 ]    |
| 386   | Серов Георгий Трофимович                                                | 24.03.1945            | пехота       | командир батальона 167-го гвардейского стрелкового полка 1-й гвардейской стрелковой дивизии 11-й гвардейской армии 3-го Белорусского фронта | гвардии майор                 | 1915 — 24.10.1944 (пропал без вести)         | [ БС 9 ] [ ГС 34 ] [ НЛ 31 ]    |
| 387   | Серов Илья Александрович                                                | 14.09.1945            | авиация      | командир эскадрильи 26-го штурмового авиационного полка 12-й штурмовой авиационной дивизии ВВС Тихоокеанского флота | старший лейтенант             | 26.07.1917 — 03.03.2009                      | [ БС 9 ] [ ГС 35 ] [ НЛ 32 ]    |
| 388   | Серов Константин Иванович                                               | 27.02.1945            | артиллерия   | командир 873-го армейского истребительно-противотанкового артиллерийского полка 33-й армии 1-го Белорусского фронта | подполковник                  | 29.06.1907 — 29.04.1968                      | [ БС 10 ] [ ГС 36 ] [ НЛ 33 ]   |
| 389   | Серов Михаил Александрович                                              | 20.12.1943            | пехота       | командир батальона 282-го гвардейского стрелкового полка 92-й гвардейской стрелковой дивизии 37-й армии Степного фронта | гвардии капитан               | 24.12.1904 — 18.11.1971                      | [ БС 11 ] [ ГС 37 ] [ НЛ 34 ]   |
| 390   | Серов Николай Васильевич                                                | 24.03.1945            | пехота       | командир взвода 491-го стрелкового полка 159-й стрелковой дивизии 5-й армии 3-го Белорусского фронта | младший лейтенант             | 17.02.1924 — 05.09.1944                      | [ БС 11 ] [ ГС 38 ] [ НЛ 35 ]   |
| 391   | Серогодский Василий Александрович                                       | 10.02.1942            | авиация      | командир звена 69-го истребительного авиационного полка ВВС Отдельной Приморской армии | лейтенант                     | 21.01.1919 — 24.12.1942                      | [ БС 11 ] [ ГС 39 ] [ НЛ 36 ]   |
| 392   | Серогодский Михаил Николаевич                                           | 03.06.1944            | пехота       | командир роты 9-го гвардейского отдельного пулемётно-артиллерийского батальона 1-го гвардейского укреплённого района 28-й армии 3-го Украинского фронта | гвардии старший лейтенант     | 14.11.1922 — 24.04.1989                      | [ БС 11 ] [ ГС 40 ] [ НЛ 37 ]   |
| 393   | Серпер Иосиф Лазаревич                                                  | 01.11.1943            | инженер      | командир 60-го отдельного штурмового инженерно-сапёрного батальона 12-й штурмовой инженерно-сапёрной бригады РГК в составе 51-й армии Южного фронта | капитан                       | 14.09.1911 — 09.11.2002                      | [ БС 11 ] [ ГС 41 ] [ НЛ 38 ]   |
| 394   | Серых Григорий Афанасьевич                                              | 27.06.1945            | артиллерия   | командир миномётного взвода 178-го гвардейского стрелкового полка 58-й гвардейской стрелковой дивизии 5-й гвардейской армии 1-го Украинского фронта | гвардии старший лейтенант     | 15.09.1906 — 16.04.1945                      | [ БС 12 ] [ ГС 42 ] [ НЛ 39 ]   |
| 395   | Серых Семён Прокофьевич                                                 | 24.03.1945            | комиссар     | заместитель по политической части командира батальона 1-го стрелкового полка 99-й стрелковой дивизии 46-й армии 2-го Украинского фронта | капитан                       | 16.02.1915 — 03.12.1991                      | [ БС 12 ] [ ГС 43 ] [ НЛ 40 ]   |
| 396   | Серяков Пётр Прохорович                                                 | 24.03.1945            | артиллерия   | командир противотанкового орудия мотострелкового батальона 44-й мотострелковой бригады 1-го танкового корпуса 2-й гвардейской армии 1-го Прибалтийского фронта | старший сержант               | 1920 — 19.08.1944                            | [ БС 12 ] [ ГС 44 ] [ НЛ 41 ]   |
| 397   | Сечкин Александр Кириллович                                             | 19.03.1944            | комиссар     | парторг батальона 269-го гвардейского стрелкового полка 88-й гвардейской стрелковой дивизии 8-й гвардейской армии Юго-Западного фронта | гвардии старший лейтенант     | 1913 — 22.07.1943                            | [ БС 12 ] [ ГС 45 ] [ НЛ 42 ]   |
| 398   | Сечкин Николай Иванович                                                 | 30.10.1943            | пехота       | стрелок 685-го стрелкового полка 193-й стрелковой дивизии 65-й армии Центрального фронта | ефрейтор                      | 05.01.1925 — 03.01.2019                      | [ БС 12 ] [ ГС 46 ] [ НЛ 43 ]   |
| 399   | Сиабандов Саманд Алиевич курд. Siyabendov Semendê                       | 24.03.1945            | комиссар     | заместитель по политической части командира 755-го стрелкового полка 217-й стрелковой дивизии 48-й армии 1-го Белорусского фронта | подполковник                  | 20.11.1909 — 14.11.1998                      | [ БС 12 ] [ ГС 47 ] [ НЛ 44 ]   |
| 400   | Сибагатуллин Лутфулла Сибаевич тат. Сибагатуллин Лотфулла Сибай улы     | 16.10.1943            | комиссар     | заместитель по политической части командира батальона 229-го стрелкового полка 8-й стрелковой дивизии 13-й армии Центрального фронта | старший лейтенант             | 15.03.1912 — 06.10.1978                      | [ БС 12 ] [ ГС 48 ] [ НЛ 45 ]   |
| 401   | Сибирин Семён Алексеевич                                                | 01.07.1944            | авиация      | штурман 18-го гвардейского истребительного авиационного полка 303-й истребительной авиационной дивизии 1-й воздушной армии Западного фронта | гвардии капитан               | 12.02.1914 — 06.05.1949                      | [ БС 13 ] [ ГС 49 ] [ НЛ 46 ]   |
| 402   | Сибиркин Пётр Андреевич                                                 | 27.06.1945            | авиация      | командир эскадрильи 110-го гвардейского штурмового авиационного полка 6-й гвардейской штурмовой авиационной дивизии 2-го гвардейского штурмового авиационного корпуса 2-й воздушной армии 1-го Украинского фронта                                                                                              | гвардии капитан               | 13.07.1923. — 09.09.1971                     | [ БС 14 ] [ ГС 50 ] [ НЛ 47 ]   |
| 403   | Сибиряков Алексей Порфирьевич                                           | 29.06.1945            | артиллерия   | командир батареи 354-го гвардейского тяжёлого самоходного артиллерийского полка 1-го танкового корпуса 50-й армии 3-го Белорусского фронта | гвардии старший лейтенант     | 14.03.1907 — 22.04.1945                      | [ БС 14 ] [ ГС 51 ] [ НЛ 48 ]   |
| 404   | Сиваков Иван Прокофьевич                                                | 22.07.1944            | генерал      | командир 71-й гвардейской стрелковой дивизии 6-й гвардейской армии 1-го Прибалтийского фронта | гвардии генерал-майор         | 02.06.1901 — 27.07.1944                      | [ БС 14 ] [ ГС 52 ] [ НЛ 49 ]   |
| 405   | Сиваченко Василий Григорьевич укр. Сиваченко Василь Григорович          | 24.03.1945            | пехота       | пулемётчик 125-го стрелкового полка 6-й стрелковой дивизии 7-й гвардейской армии 2-го Украинского фронта | красноармеец                  | 17.06.1902 — 18.12.1944                      | [ БС 14 ] [ ГС 53 ] [ НЛ 50 ]   |
| 406   | Сивко Иван Михайлович                                                   | 17.01.1942            | морской флот | стрелок 2-го добровольческого отряда моряков Северного флота | краснофлотец                  | 27.01.1921 — 02.08.1941                      | ——                              |
| 407   | Сивков Вадим Александрович                                              | 03.06.1944            | танкист      | командир танка М4 212-го отдельного танкового полка 3-го Украинского фронта | младший лейтенант             | 1925 — 15.03.1944                            | [ БС 14 ] [ ГС 55 ] [ НЛ 51 ]   |
| 408   | Сивков Григорий Флегонтович                                             | 04.02.1944 18.08.1945 | авиация      | командир эскадрильи 210-го штурмового авиационного полка 230-й штурмовой авиационной дивизии 4-й воздушной армии Северо-Кавказского фронта штурман 210-го штурмового авиационного полка 136-й штурмовой авиационной дивизии 10-го штурмового авиационного корпуса 17-й воздушной армии 3-го Украинского фронта | старший лейтенант капитан     | 10.02.1921 — 20.11.2009                      | [ БС 15 ] [ ГС 56 ] [ НЛ 52 ]   |
| 409   | Сиволап Иван Данилович укр. Сиволап Іван Данилович                      | 07.04.1940            | танкист      | механик-водитель танка Т-26 155-го отдельного танкового батальона 40-й отдельной танковой бригады 13-й армии Северо-Западного фронта | младший командир              | 1918 — 11.07.1941                            | [ БС 16 ] [ ГС 57 ] [ НЛ 53 ]   |
| 410   | Сиволапенко Павел Фёдорович укр. Сиволапенко Павло Федорович            | 05.11.1944            | авиация      | штурман эскадрильи 19-го гвардейского авиационного полка 8-й гвардейской авиационной дивизии 2-го гвардейского авиационного корпуса Авиации дальнего действия | гвардии майор                 | 26.12.1913 — 15.07.1987                      | [ БС 16 ] [ ГС 58 ] [ НЛ 54 ]   |
| 411   | Сиврюк Иван Поликарпович укр. Сиврюк Іван Полікарпович                  | 29.06.1945            | пехота       | командир пулемётного взвода 269-го стрелкового полка 136-й стрелковой дивизии 70-й армии 2-го Белорусского фронта | младший лейтенант             | 16.05.1921 — 09.01.1986                      | [ БС 16 ] [ ГС 59 ] [ НЛ 55 ]   |
| 412   | Сивцов Николай Степанович                                               | 08.09.1943            | авиация      | заместитель командира и штурман эскадрильи 867-го истребительного авиационного полка 207-й истребительной авиационной дивизии 3-го смешанного авиационного корпуса 17-й воздушной армии Юго-Западного фронта                                                                                                   | старший лейтенант             | 29.06.1917 — 23.09.1943 (пропал без вести)   | [ БС 16 ] [ ГС 60 ] [ НЛ 56 ]   |
| 413   | Сигаев Николай Емельянович                                              | 16.10.1943            | пехота       | командир батальона 109-го стрелкового полка 74-й стрелковой дивизии 13-й армии Центрального фронта | капитан                       | 1921 — 14.09.1943                            | [ БС 16 ] [ ГС 61 ] [ НЛ 57 ]   |
| 414   | Сигаков Дмитрий Ильич                                                   | 27.07.1945            | артиллерия   | командир батареи 26-го гвардейского лёгкого артиллерийского полка 25-го танкового корпуса 3-й гвардейской танковой армии 1-го Украинского фронта | гвардии старший лейтенант     | 05.10.1921 — 22.02.1984                      | [ БС 16 ] [ ГС 62 ] [ НЛ 58 ]   |
| 415   | Сигов Василий Иванович                                                  | 14.09.1945            | морской флот | командир экипажа самоходной баржи № 1 отряда высадочных средств Камчатской военной флотилии Тихоокеанского флота | старшина 1-й статьи           | 22.06.1919 — 27.01.1987                      | [ БС 16 ] [ ГС 63 ] [ НЛ 59 ]   |
| 416   | Сигов Дмитрий Иванович                                                  | 13.12.1942            | авиация      | заместитель командира и штурман 131-го истребительного авиационного полка 217-й истребительной авиационной дивизии 4-й воздушной армии Закавказского фронта | капитан                       | 14.05.1914 — 26.10.1942                      | [ БС 17 ] [ ГС 64 ] [ НЛ 60 ]   |
| 417   | Сидельников Василий Михайлович                                          | 29.03.1944            | артиллерия   | командир огневого взвода 1007-го лёгкого артиллерийского полка 46-й лёгкой артиллерийской бригады 12-й артиллерийской дивизии 4-го артиллерийского корпуса прорыва РГК в составе 65-й армии Белорусского фронта                                                                                                | старшина                      | 13.03.1921 — 21.12.1943                      | [ БС 18 ] [ ГС 65 ] [ НЛ 61 ]   |
| 418   | Сидельников Пармений Михайлович                                         | 17.10.1943            | артиллерия   | наводчик орудия 206-го гвардейского лёгкого артиллерийского полка 3-й гвардейской лёгкой артиллерийской бригады 1-й гвардейской артиллерийской дивизии РГК в составе 60-й армии Центрального фронта | гвардии сержант               | 28.08.1923 — 04.06.1991                      | [ БС 18 ] [ ГС 66 ] [ НЛ 62 ]   |
| 419   | Сиднев Борис Арсеньевич                                                 | 29.05.1945            | генерал      | командир 13-го истребительного авиационного корпуса 16-й воздушной армии 1-го Белорусского фронта | гвардии генерал-майор авиации | 24.03.1911 — 06.06.1994                      | [ БС 18 ] [ ГС 67 ] [ НЛ 63 ]   |
| 420   | Сидоренко Александр Филиппович                                          | 10.01.1944            | артиллерия   | механик-водитель самоходной артиллерийской установки 1893-го самоходного артиллерийского полка 6-го гвардейского танкового корпуса 3-й гвардейской танковой армии 1-го Украинского фронта | младший сержант               | 15.01.1915 — 20.06.1982                      | [ БС 18 ] [ ГС 68 ] [ НЛ 64 ]   |
| 421   | Сидоренко Борис Степанович укр. Сидоренко Борис Степанович              | 17.11.1943            | пехота       | командир пулемётного взвода 69-й механизированной бригады 9-го механизированного корпуса 3-й гвардейской танковой армии Воронежского фронта | лейтенант                     | 10.12.1909 — 26.10.1956                      | [ БС 19 ] [ ГС 69 ] [ НЛ 65 ]   |
| 422   | Сидоренко Василий Алексеевич                                            | 24.03.1945            | артиллерия   | командир взвода противотанковых орудий 599-го стрелкового полка 145-й стрелковой дивизии 43-й армии 1-го Прибалтийского фронта | младший лейтенант             | 14.01.1911 — 18.01.1978                      | [ БС 20 ] [ ГС 70 ] [ НЛ 66 ]   |
| 423   | Сидоренко Григорий Семёнович                                            | 22.02.1944            | пехота       | командир отделения пулемётной роты 310-го гвардейского стрелкового полка 110-й гвардейской стрелковой дивизии 37-й армии Степного фронта | гвардии сержант               | 10.12.1912 — 23.12.1966                      | [ БС 20 ] [ ГС 71 ] [ НЛ 67 ]   |
| 424   | Сидоренко Иван Ильич укр. Сидоренко Іван Ілліч                          | 22.02.1944            | пехота       | командир отделения 248-го стрелкового полка 31-й стрелковой дивизии 46-й армии 3-го Украинского фронта | младший сержант               | 19.10.1907 — 06.09.1984                      | [ БС 20 ] [ ГС 72 ] [ НЛ 68 ]   |
| 425   | Сидоренко Иван Михайлович                                               | 04.06.1944            | пехота       | помощник начальника штаба 1122-го стрелкового полка 334-й стрелковой дивизии 4-й ударной армии 1-го Прибалтийского фронта | капитан                       | 12.09.1919 — 19.02.1994                      | [ БС 20 ] [ ГС 73 ] [ НЛ 69 ]   |
| 426   | Сидоренко Иван Петрович                                                 | 17.11.1943            | артиллерия   | командир батареи СУ-76 1894-го самоходного артиллерийского полка 7-го гвардейского танкового корпуса 3-й гвардейской танковой армии Воронежского фронта | старший лейтенант             | 28.06.1915 — 12.10.1943                      | [ БС 20 ] [ ГС 74 ] [ НЛ 70 ]   |
| 427   | Сидоренко Марк Лукьянович укр. Сидоренко Марк Лук'янович                | 28.09.1943            | авиация      | командир звена 66-го гвардейского истребительного авиационного полка 4-й гвардейской истребительной авиационной дивизии 1-го гвардейского истребительного авиационного корпуса 15-й воздушной армии Брянского фронта                                                                                           | гвардии лейтенант             | 02.08.1915 — 27.03.1945                      | [ БС 20 ] [ ГС 75 ] [ НЛ 71 ]   |
| 428   | Сидоренко Пётр Иванович укр. Сидоренко Петро Іванович                   | 31.05.1945            | артиллерия   | командующий артиллерией 49-й стрелковой дивизии 33-й армии 1-го Белорусского фронта | полковник                     | 28.11.1907 — 07.01.1985                      | [ БС 20 ] [ ГС 76 ] [ НЛ 72 ]   |
| 429   | Сидоренко Ростислав Иванович                                            | 02.08.1944            | авиация      | командир эскадрильи 897-го истребительного авиационного полка 288-й истребительной авиационной дивизии 17-й воздушной армии 3-го Украинского фронта | капитан                       | 12.08.1920 — 14.12.1988                      | [ БС 21 ] [ ГС 77 ] [ НЛ 73 ]   |
| 430   | Сидоренко Семён Артёмович укр. Сидоренко Семен Артемович                | 24.03.1945            | артиллерия   | командир батареи 452-го истребительно-противотанкового артиллерийского полка 18-го танкового корпуса 2-го Украинского фронта | старший лейтенант             | 03.02.1914 — 14.06.1990                      | [ БС 22 ] [ ГС 78 ] [ НЛ 74 ]   |
| 431   | Сидоренков Василий Кузьмич                                              | 19.08.1944            | авиация      | заместитель командира и штурман эскадрильи 254-го истребительного авиационного полка 269-й истребительной авиационной дивизии 14-й воздушной армии 3-го Прибалтийского фронта | старший лейтенант             | 18.02.1918 — 04.02.1991                      | [ БС 22 ] [ ГС 79 ] [ НЛ 75 ]   |
| 432   | Сидорин Александр Иванович                                              | 16.10.1943            | пехота       | командир отделения пулемётной роты 4-го гвардейского стрелкового полка 6-й гвардейской стрелковой дивизии 13-й армии Центрального фронта | гвардии сержант               | 18.02.1924 — декабрь 1943 (пропал без вести) | [ БС 22 ] [ ГС 80 ] [ НЛ 76 ]   |
| 433   | Сидорин Василий Николаевич                                              | 23.02.1945            | авиация      | командир звена 807-го штурмового авиационного полка 206-й штурмовой авиационной дивизии 7-го штурмового авиационного корпуса 14-й воздушной армии 3-го Прибалтийского фронта | лейтенант                     | 29.01.1921 — 11.09.1992                      | [ БС 22 ] [ ГС 81 ] [ НЛ 77 ]   |
| 434   | Сидоришин Алексей Петрович укр. Сидоришин Олексій Петрович              | 15.05.1946            | авиация      | командир звена 226-го гвардейского бомбардировочного авиационного полка 13-й гвардейской бомбардировочной авиационной дивизии 2-го гвардейского бомбардировочного авиационного корпуса 18-й воздушной армии | старший лейтенант             | 27.01.1921 — 07.11.1945                      | [ БС 22 ] [ ГС 82 ] [ НЛ 78 ]   |
| 435   | Сидорков Семён Матвеевич                                                | 15.01.1944            | артиллерия   | командир орудия 37-го гвардейского стрелкового полка 12-й гвардейской стрелковой дивизии 61-й армии Центрального фронта | гвардии младший сержант       | 20.08.1908 — 28.08.1950                      | [ БС 22 ] [ ГС 83 ] [ НЛ 79 ]   |
| 436   | Сидоров Александр Васильевич                                            | 30.10.1943            | комиссар     | заместитель по политической части командира 120-го стрелкового полка 69-й стрелковой дивизии 65-й армии Центрального фронта | подполковник                  | 27.09.1910 — 27.06.1968                      | [ БС 22 ] [ ГС 84 ] [ НЛ 80 ]   |
| 437   | Сидоров Александр Иванович                                              | 31.05.1945            | пехота       | командир роты 1071-го стрелкового полка 311-й стрелковой дивизии 61-й армии 1-го Белорусского фронта | лейтенант                     | 1921 — 18.04.1945                            | [ БС 23 ] [ ГС 85 ] [ НЛ 81 ]   |
| 438   | Сидоров Василий Тимофеевич                                              | 25.08.1944            | пехота       | командир взвода 337-го гвардейского стрелкового полка 121-й гвардейской стрелковой дивизии 13-й армии 1-го Украинского фронта | гвардии лейтенант             | 31.03.1924 — 29.01.1944                      | [ БС 24 ] [ ГС 86 ] [ НЛ 82 ]   |
| 439   | Сидоров Вениамин Андреевич                                              | 21.09.1943            | артиллерия   | командир орудия 496-го истребительно-противотанкового артиллерийского полка РГК в составе 6-й гвардейской армии Воронежского фронта | старший сержант               | 12.08.1924 — 17.08.1943                      | [ БС 24 ] [ ГС 87 ] [ НЛ 83 ]   |
| 440   | Сидоров Георгий Семёнович                                               | 08.09.1943            | артиллерия   | командир батареи 205-го гвардейского пушечного артиллерийского полка 1-й гвардейской артиллерийской дивизии РГК в составе 70-й армии Воронежского фронта | гвардии старший лейтенант     | 06.05.1918 — 26.02.1990                      | [ БС 24 ] [ ГС 88 ] [ НЛ 84 ]   |
| 441   | Сидоров Дмитрий Павлович                                                | 29.06.1945            | комиссар     | комсорг батальона 298-го стрелкового полка 186-й стрелковой дивизии 65-й армии 2-го Белорусского фронта | лейтенант                     | 25.08.1920 — 09.12.1979                      | [ БС 24 ] [ ГС 89 ] [ НЛ 85 ]   |
| 442   | Сидоров Дмитрий Степанович                                              | 23.09.1944            | артиллерия   | наводчик орудия 1646-го истребительно-противотанкового артиллерийского полка РГК в составе 60-й армии 1-го Украинского фронта | красноармеец                  | 1925 — 29.01.1944                            | [ БС 24 ] [ ГС 90 ] [ НЛ 86 ]   |
| 443   | Сидоров Иван Дмитриевич                                                 | 02.09.1943            | авиация      | командир эскадрильи 92-го истребительного авиационного полка 279-й истребительной авиационной дивизии 6-го истребительного авиационного корпуса 16-й воздушной армии Центрального фронта | капитан                       | 24.09.1916 — 05.07.1943                      | [ БС 24 ] [ ГС 91 ] [ НЛ 87 ]   |
| 444   | Сидоров Иван Захарович                                                  | 20.12.1943            | комиссар     | заместитель по политической части командира батальона 38-го гвардейского стрелкового полка 14-й гвардейской стрелковой дивизии 57-й армии Степного фронта | гвардии старший лейтенант     | 1909 — 27.09.1943                            | [ БС 24 ] [ ГС 92 ] [ НЛ 88 ]   |
| 445   | Сидоров Иван Прохорович                                                 | 19.04.1945            | инженер      | командир сапёрного взвода 175-го отдельного сапёрного батальона 126-й стрелковой дивизии 43-й армии 3-го Белорусского фронта | лейтенант                     | 15.10.1911 — 30.04.1994                      | [ БС 25 ] [ ГС 93 ] [ НЛ 89 ]   |
| 446   | Сидоров Николай Григорьевич                                             | 18.08.1945            | авиация      | штурман 329-й истребительной авиационной дивизии 4-й воздушной армии 2-го Белорусского фронта | майор                         | 22.12.1918 — 10.12.2003                      | [ БС 26 ] [ ГС 94 ] [ НЛ 90 ]   |
| 447   | Сидоров Николай Иванович                                                | 15.05.1946            | артиллерия   | начальник штаба 93-го гвардейского артиллерийского полка 3-го горнострелкового корпуса 4-го Украинского фронта | гвардии майор                 | 25.02.1922 — 05.05.1945                      | [ БС 26 ] [ ГС 95 ] [ НЛ 91 ]   |
| 448   | Сидоров Павел Иванович                                                  | 27.06.1945            | кавалерия    | офицер разведки 7-го гвардейского кавалерийского полка 2-й гвардейской кавалерийской дивизии 1-го гвардейского кавалерийского корпуса 1-го Украинского фронта | гвардии старший лейтенант     | 05.07.1922 — 28.08.2012                      | [ БС 26 ] [ ГС 96 ] [ НЛ 92 ]   |
| 449   | Сидоров Павел Никитович                                                 | 08.09.1945            | артиллерия   | командир батареи 284-го армейского артиллерийского полка 16-й армии 2-го Дальневосточного фронта | старший лейтенант             | 10.12.1912 — 15.07.1977                      | [ БС 26 ] [ ГС 97 ] [ НЛ 93 ]   |
| 450   | Сидоров Пётр Петрович                                                   | 31.05.1945            | пехота       | стрелок 1008-го стрелкового полка 266-й стрелковой дивизии 5-й ударной армии 1-го Белорусского фронта | красноармеец                  | 1926 — 29.04.1972                            | [ БС 26 ] [ ГС 98 ] [ НЛ 94 ]   |
| 451   | Сидорович Александр Николаевич                                          | 15.05.1946            | авиация      | лётчик 79-го гвардейского штурмового авиационного полка 2-й гвардейской штурмовой авиационной дивизии 16-й воздушной армии 1-го Белорусского фронта | гвардии лейтенант             | 05.01.1924 — 27.03.1957                      | [ БС 26 ] [ ГС 99 ] [ НЛ 95 ]   |
| 452   | Сидюков Алексей Фёдорович чув. Сидюков Алексей Фёдорович                | 26.10.1943            | пехота       | снайпер 222-го гвардейского стрелкового полка 72-й гвардейской стрелковой дивизии 7-й гвардейской армии Степного фронта | гвардии красноармеец          | 13.03.1909 — 23.09.1995                      | [ БС 27 ] [ ГС 100 ] [ НЛ 96 ]  |
| 453   | Сидякин Василий Павлович                                                | 10.04.1945            | авиация      | старший лётчик 155-го гвардейского штурмового авиационного полка 9-й гвардейской штурмовой авиационной дивизии 1-го гвардейского штурмового авиационного корпуса 2-й воздушной армии 1-го Украинского фронта                                                                                                   | гвардии лейтенант             | 19.04.1922 — 12.04.1997                      | [ БС 28 ] [ ГС 101 ] [ НЛ 97 ]  |
| 454   | Сизинцев Иван Игнатьевич                                                | 24.03.1945            | артиллерия   | командир батареи СУ-76 953-го лёгкого самоходного артиллерийского полка 5-й армии 3-го Белорусского фронта | гвардии старший лейтенант     | 05.07.1912 — 31.08.1971                      | [ БС 28 ] [ ГС 102 ] [ НЛ 98 ]  |
| 455   | Сизов Борис Иванович                                                    | 15.05.1946            | комиссар     | помощник начальника политотдела по работе среди комсомольцев 3-й гвардейской кавалерийской дивизии 2-го гвардейского кавалерийского корпуса 1-го Белорусского фронта | гвардии старший лейтенант     | 28.06.1921 — 10.03.1945                      | [ БС 28 ] [ ГС 103 ] [ НЛ 99 ]  |
| 456   | Сизов Василий Филиппович                                                | 05.11.1942            | авиация      | командир эскадрильи 146-го истребительного авиационного полка 234-й истребительной авиационной дивизии 3-й ударной авиационной группы Ставки ВГК в составе войск Юго-Западного фронта | старший лейтенант             | 24.01.1915 — 23.08.1942                      | [ БС 28 ] [ ГС 104 ] [ НЛ 100 ] |
| 457   | Сизов Пётр Иванович                                                     | 24.03.1945            | комиссар     | парторг 71-го гвардейского стрелкового полка 24-й гвардейской стрелковой дивизии 2-й гвардейской армии 1-го Прибалтийского фронта | гвардии капитан               | 1909 — 21.10.1944                            | [ БС 28 ] [ ГС 105 ] [ НЛ 101 ] |
| 458   | Сикорский Николай Ануфриевич укр. Сікорський Микола Онуфрійович         | 07.03.1945            | морской флот | строевой 66-го отдельного отряда дымомаскировки и дегазации Днепровской военной флотилии | краснофлотец                  | 18.06.1920 — 24.10.1990                      | [ БС 29 ] [ ГС 106 ] [ НЛ 102 ] |
| 459   | Сикорский Сергей Иванович бел. Сікорскі Сяргей Іванавіч                 | 01.01.1944            | партизан     | активный участник партизанской борьбы в Белоруссии, командир Брестского партизанского соединения и секретарь Брестский подпольного обкома КП(б)Б | —                             | 11.09.1907 — 28.04.1960                      | [ БС 30 ] [ ГС 107 ] [ НЛ 103 ] |
| 460   | Сикорский Степан Харитонович укр. Сікорський Степан Харитонович         | 25.10.1943            | артиллерия   | наводчик орудия 145-го истребительно-противотанкового дивизиона 30-й стрелковой дивизии 47-й армии Воронежского фронта | сержант                       | 07.01.1918 — 28.09.1943                      | [ БС 30 ] [ ГС 108 ] [ НЛ 104 ] |
| 461   | Силаев Иван Николаевич                                                  | 18.05.1943            | пехота       | стрелок 78-го гвардейского стрелкового полка 25-й гвардейской стрелковой дивизии 6-и армии Юго-Западного фронта | гвардии красноармеец          | 1915 — 05.03.1943                            | [ БС 30 ] [ ГС 109 ] [ НЛ 105 ] |
| 462   | Силаев Иван Сергеевич                                                   | 15.05.1946            | кавалерия    | сабельник 61-го гвардейского кавалерийского полка 17-й гвардейской кавалерийской дивизии 2-го гвардейского кавалерийского корпуса 1-го Белорусского фронта | гвардии красноармеец          | 13.01.1923 — 31.10.1981                      | [ БС 30 ] [ ГС 110 ] [ НЛ 106 ] |
| 463   | Силантьев Александр Петрович                                            | 17.12.1941            | авиация      | заместитель командира эскадрильи 160-го истребительного авиационного полка 3-й резервной авиационной группы 4-й отдельной армии | старший лейтенант             | 23.08.1918 — 10.03.1996                      | [ БС 30 ] [ ГС 111 ] [ НЛ 107 ] |
| 464   | Силантьев Иван Матвеевич                                                | 26.10.1943            | танкист      | механик-водитель танка Т-34 9-й гвардейской танковой бригады 1-го гвардейского механизированного корпуса Юго-Западного фронта | гвардии старший сержант       | 28.01.1918 — 07.07.1958                      | [ БС 30 ] [ ГС 112 ] [ НЛ 108 ] |
| 465   | Силантьев Михаил Васильевич                                             | 15.01.1944            | танкист      | командир роты танков Т-34 33-й танковой бригады 7-го гвардейского механизированного корпуса 3-й гвардейской танковой армии Брянского фронта | лейтенант                     | 18.11.1918 — 25.07.1943                      | [ БС 31 ] [ ГС 113 ] [ НЛ 109 ] |
| 466   | Силантьев Михаил Николаевич                                             | 29.10.1943            | инженер      | командир отделения 230-го отдельного сапёрного батальона 163-й стрелковой дивизии 38-й армии Воронежского фронта | ефрейтор                      | 26.09.1907 — 02.04.1972                      | [ БС 32 ] [ ГС 114 ] [ НЛ 110 ] |
| 467   | Силантьев Николай Андреевич                                             | 19.04.1945            | пехота       | командир отделения 1124-го стрелкового полка 334-й стрелковой дивизии 2-й гвардейской армии 3-го Белорусского фронта | красноармеец                  | 01.05.1922 — 20.02.1994                      | [ БС 32 ] [ ГС 115 ] [ НЛ 111 ] |

| Навигационная таблица | Навигационная таблица                 |
| --------------------- | ------------------------------------- |
| «С»                   | Сабанов Григорий — Самсонов Владимир  |
| «С»                   | Самсонов Иван — Севрюков Алексей      |
| «С»                   | Севрюков Леонид — Сергиенков Дмитрий  |
| «С»                   | Сергов Алексей — Силантьев Николай    |
| «С»                   | Силин Николай — Скрылёв Алексей       |
| «С»                   | Скрылёв Виктор — Соболевский Анатолий |
| «С»                   | Собянин Гавриил — Сорокин Сергей      |
| «С»                   | Сорокин Фёдор — Степин Кузьма         |
| «С»                   | Степовой Арсентий — Сулин Семён       |
| «С»                   | Султанов Барый — Сябро Николай        |